# سرویس تحویل کی‌کی

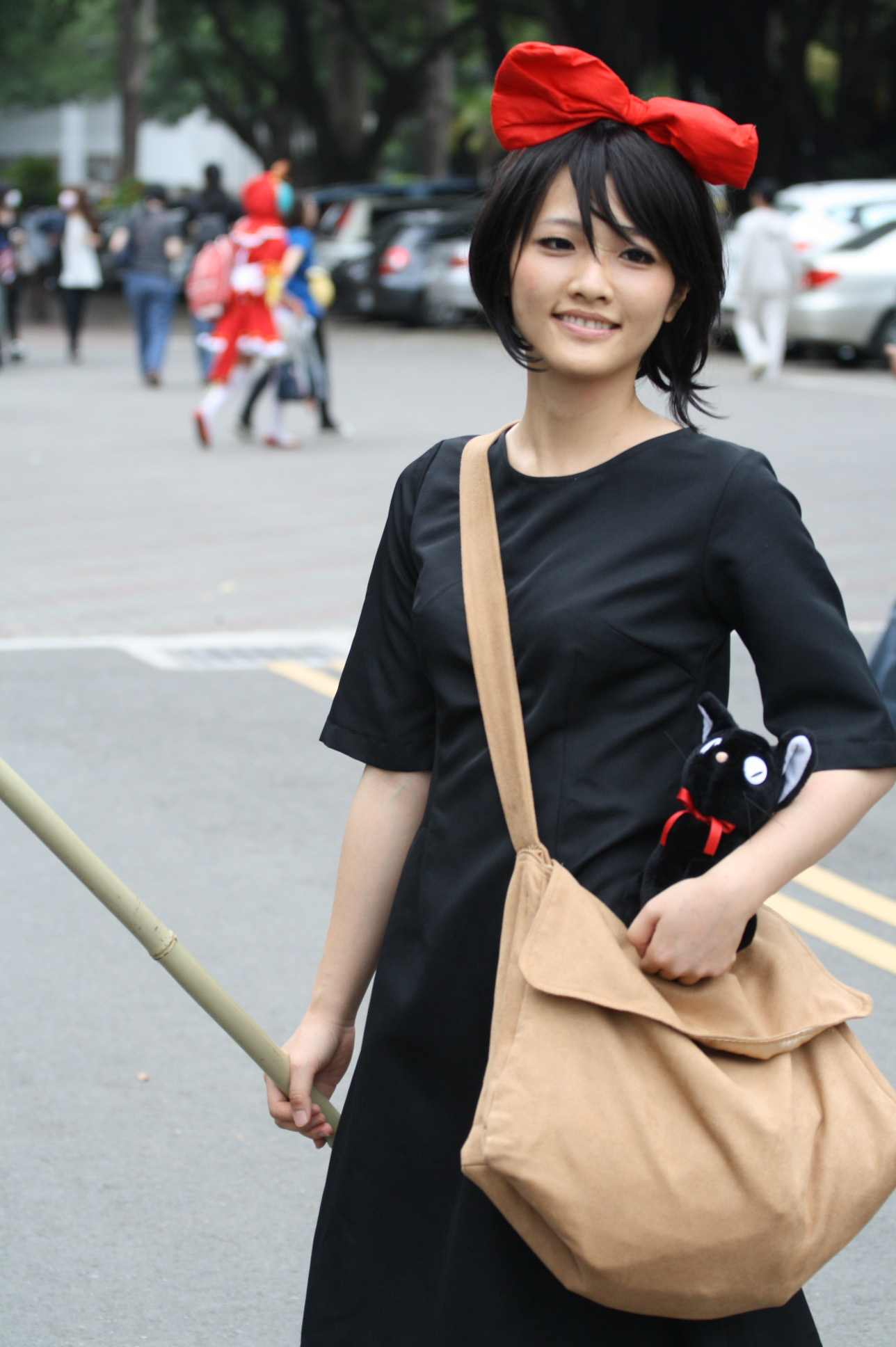
کازپلی از کی‌کی شخصیت اصلی فیلم، که با یک جارو و لباسی سیاه و روبانی قرمز ظاهر می‌شود.

سرویس تحویل کی‌کی (ژاپنی: 魔女の宅急便 هپبورن: Majo no Takkyūbin) یک فیلم انیمهای ژاپنی در سبک خیال‌پردازی محصول سال ۱۹۸۹ به تهیه‌کنندگی، نویسندگی و کارگردانی هایائو میازاکی است. این فیلم بر اساس رمانی به همین نام توسط ایکو کادونو یک نویسندهٔ ادبیات کودکان نوشته شده است. سرویس تحویل کی‌کی در ۲۹ ژوئیه سال ۱۹۸۹ منتشر شد و موفق به کسب جایزهٔ بزرگ مجله «انیمیج» شد.

## داستان
داستان فیلم دربارهٔ دختر جادوگر جوانی به نام کی‌کی است که به دلایلی مجبور می‌شود مستقل زندگی کند. در این راه او خود را در زندگی سخت اجتماعی می‌بیند، که برای زندگی در این شرایط او از قدرت خود استفاده می‌کند و شروع به کار می‌کند، کاری که ماجراهای زیادی را برای او پیش می‌آورد. کار او پیک هوایی است… به گفتهٔ میازاکی، این فیلم در خلیج بین استقلال و وابستگی دختران ژاپنی می‌باشد.